# MFE - MediaForEurope
MFE - MediaForEurope N.V. (fino al 2021 Mediaset S.p.A.) è una società olandese, attiva nell'ambito dei media e della comunicazione, specializzata primariamente nella produzione e nella distribuzione televisiva in chiaro e a pagamento su più piattaforme, oltre che nella produzione e nella distribuzione cinematografica e multimediale e nella raccolta pubblicitaria.
L'azionista di controllo è la holding italiana Fininvest, società partecipata interamente dagli eredi del fondatore di Mediaset, l'imprenditore e politico Silvio Berlusconi.
La sede legale è ad Amsterdam, mentre la sede fiscale e quella amministrativa si trovano a Cologno Monzese, nella città metropolitana di Milano.
Dal 1994, a seguito della discesa in campo di Berlusconi, il presidente è Fedele Confalonieri. L'amministratore delegato è Pier Silvio Berlusconi, figlio del fondatore.
A seguito della ristrutturazione, cominciata nel 2021 con il mutamento della ragione sociale, le principali attività del gruppo sono gestite dalla controllata italiana Mediaset S.p.A. e da quella spagnola Mediaset España. La società è anche primo azionista (28,87%) del gruppo tedesco ProSiebenSat.1.
È il secondo gruppo televisivo privato d'Europa, dopo la società lussemburghese RTL Group, e il primo in Italia. In termini di fatturato è tra i più rilevanti a livello mondiale nel mercato globale dei media; nel 2010 è risultato il miglior gruppo media italiano e il quinto europeo nella classifica stilata da Thomson Reuters Extel; nel 2013 è stato classificato 34º gruppo nel campo dei media al mondo
Le sue azioni sono quotate alla Borsa di Milano e, per quanto riguarda le azioni MFE A, presso le borse valori spagnole.

## Storia

### Proposta di fusione e opposizione di Vivendi
Il 10 giugno 2019, Mediaset S.p.A., capogruppo del noto gruppo televisivo ed editoriale italiano e azionista di maggioranza di Mediaset España, ha annunciato l'intenzione di proporre all'assemblea degli azionisti una riorganizzazione del gruppo, volta al rafforzamento dall'azionariato e all'espansione europea del gruppo.
La proposta prevede la separazione ed il conferimento dei propri business italiani ad una NewCo italiana, interamente partecipata. Lo scopo di tale operazione è quello di procedere ad una fusione per incorporazione della capogruppo con la controllata spagnola Mediaset España (scorporando anch'essa in una società interamente partecipata le attività operative spagnole) andando a costituire MediaforEurope NV, holding europea con sede legale nei Paesi Bassi, domicilio fiscale in Italia e sedi operative a Cologno Monzese e Madrid.
La holding, verso cui confluiscono tutte le attività e partecipazioni di Mediaset (escluse quelle relative al suo core business), sarebbe quotata a Milano e a Madrid e disporrebbe di un nuovo statuto che, grazie alle azioni di voto speciali (multiplo) blinderebbe di fatto il controllo di MFE sotto Fininvest.
Vivendi, il secondo socio del gruppo, si oppone al progetto (ritenendolo dannoso per gli azionisti di minoranza) e ne ostacola l'attuazione. Fininvest, socio di riferimento e che controlla la società, il 4 settembre successivo fa approvare l'operazione dall'assemblea degli azionisti. Alla presenza del 62,52% del capitale, il 78% è favorevole, il 22% è contrario (con il 9,9% di Vivendi, posseduto direttamente da Vincent Bolloré). Il 19,94% posseduto indirettamente da Vivendi, e congelato dal dicembre 2016 su ordine dell'Agcom nelle mani della fiduciaria Simon, è stato escluso dall'assemblea per decisione del cda Mediaset.
Due settimane più tardi, Mediaset blinda il riassetto grazie ad un accordo con «Peninsula Capital», il fondo che fa capo ad una holding di diritto lussemburghese con sede a Londra. Il fondo mette a disposizione un miliardo di euro per coprire l'eventuale recesso dei soci e quindi anche quello (eventuale) di Vivendi.
Con efficacia dal 1 marzo 2020, viene attuata la riorganizzazione italiana del gruppo, con il conferimento delle attività italiane a Mediaset Italia S.p.A., nuova società interamente partecipata da Mediaset S.p.A.
Vivendi avvia un'azione legale chiedendo un provvedimento che impedisca l'esecuzione della fusione, contestando la validità dell'operazione e del nuovo statuto olandese. Il 30 luglio 2020 il tribunale di Madrid conferma la sospensione dell'operazione. Di conseguenza, Mediaset annuncia che avrebbe ripresentato il progetto su nuove basi.
Il 4 maggio 2021 Fininvest, Mediaset e Vivendi annunciano di aver raggiunto un accordo, il cui closing avverrà poi il 22 luglio. L'accordo prevede la distribuzione di un dividendo straordinario, la cessione del 5% di Mediaset da Vivendi a Fininvest e il ritiro di tutti i contenziosi legali fra le parti. Vivendi si impegna a cedere un ulteriore 19,19% sul mercato nell'arco di 5 anni. I due azionisti convengono di votare a favore del nuovo piano di riorganizzazione.

### Fondazione di MFE - MediaForEurope
Il 23 giugno 2021 l'assemblea degli azionisti del gruppo, controllata da Fininvest, approva il trasferimento della sede legale della capogruppo Mediaset S.p.A. nei Paesi Bassi con il voto favorevole del 95,57% delle azioni rappresentante in assemblea. Il trasferimento diviene effettivo il 18 settembre 2021. La residenza fiscale del gruppo, così come l'amministrazione centrale, rimangono in Italia. Con il cambio di sede, Mediaset fissa al 25 novembre 2021 l’assemblea degli azionisti chiamati al voto sul cambio del nome della società in «MFE - MediaForEurope». In seguito a tale operazione, la controllata italiana assume la denominazione Mediaset S.p.A.
Nel dicembre 2021, la società adotta una nuova struttura per il proprio capitale. Viene effettuata una scissione azionaria, a seguito della quale ogni azionista riceve un'azione ordinaria MFE A ed un'azione speciale MFE B. Le due categorie di azioni hanno pari diritti economici, ma le azioni di categoria B possono esprimere 10 voti ciascuna in assemblea. Quest'operazione blinda e semplifica il controllo della società da parte di Fininvest, anche nell'eventualità di nuove emissioni di azioni (purché siano di categoria A).

### OPA e fusione con Mediaset España
Il 24 maggio 2022, MFE lancia un'offerta pubblica di acquisto nei confronti di Mediaset España (di cui possiede già il 55,69%), finanziata parzialmente con l'emissione di nuove azioni MFE A. L'operazione si conclude con l'acquisizione da parte di MFE del 27,23% del capitale di Mediaset España, raggiungendo quindi una quota del 82,92%.
Nel corso del 2022, la società procede al riacquisto sul mercato (buyback) di una parte delle azioni emesse nel corso dell'OPA, per un controvalore di 32,6 milioni di euro.
Il 30 gennaio 2023, i consigli di amministrazione delle società MFE - MediaForEurope N.V. e Mediaset España Comunicatión S.A hanno annunciato un "Progetto comune di fusione transfrontaliera" che prevede:
- il conferimento (segregación) di tutto il patrimonio, i debiti e i dipendenti di Mediaset España (esclusa una parte di liquidità e la quota in ProSiebenSat.1) presso una nuova società, interamente partecipata da Mediaset España, denominata "Grupo Audiovisual Mediaset España Comunicación, S.A.U.", che diventa la nuova holding spagnola del gruppo.
- La fusione per incorporazione della controllata Mediaset España Comunicatión S.A nella controllante MFE - MediaForEurope N.V. Ciascun azionista di Mediaset España ha diritto a ricevere 7 azioni MFE A di nuova emissione per ciascun azione posseduta.
- La cancellazione di 88.707.693 azioni ordinarie “A” proprie di MFE detenute da MFE in portafoglio a seguito del buyback dell'anno precedente.[27]
- La quotazione delle azioni MFE A presso la Borsa di Madrid entro tre mesi dalla fusione.

In data 15 marzo 2023, le assemblee di MFE - MediaForEurope N.V. e di Mediaset España Comunicatión S.A hanno approvato la riorganizzazione. Contestualmente, MFE ha acquistato la partecipazione in Mediaset España detenuta da Vivendi, pari all'1.05% circa del capitale.
La fusione diviene effettiva il 3 maggio 2023. MFE emette 13 milioni di azioni MFE A a favore degli ex soci spagnoli. Le operazioni spagnole del gruppo passano sotto la gestione della nuova società GA Mediaset España, interamente partecipata da MFE.
Il 14 giugno 2023, le azioni MFE A sono state ammesse alla quotazione presso le Borse Valori spagnole di Barcellona, Bilbao, Madrid e Valencia.
La società, in data 23 ottobre 2023, ha completato un raggruppamento azionario, di rapporto 5 a 1, su entrambe le classi di azioni, come da delibera assembleare del 7 giugno 2023.

## Risultati Economici
I principali risultati economici consolidati del gruppo sono riportati di seguito. I dati precedenti al 18 settembre 2021 si riferiscono a Mediaset S.p.A. (capogruppo prima della riorganizzazione del 2021).
Dati in milioni di euro.
|      | Fatturato | EBITDA  | EBIT    | Utile Netto | Dividendo |
| ---- | --------- | ------- | ------- | ----------- | --------- |
| 2015 | 3.524,8   | 1.365,9 | 231,4   | 4,0         | 22,7      |
| 2016 | 3.667,0   | 1.171,9 | (189,2) | (294,5)     | -         |
| 2017 | 3.631,0   | 1.412,6 | 316,5   | 90,5        | -         |
| 2018 | 3.401,5   | 1.066,1 | 73,7    | 471,3       | -         |
| 2019 | 2.925,7   | 937,3   | 354,6   | 190,3       | -         |
| 2020 | 2.636,8   | 836,4   | 269,7   | 139,3       | 354,4     |
| 2021 | 2.914,3   | 899,2   | 418,0   | 374,1       | 135,4     |
| 2022 | 2.801,2   | 803,6   | 280,1   | 216,9       | 142,0     |

## Struttura e partecipazioni societarie
La struttura e le partecipazioni del gruppo, aggiornate al 3 maggio 2023, risultano essere le seguenti:
- MFE - MediaForEurope N.V.
  - Mediaset S.p.A.
    - Reti Televisive Italiane S.p.A. (100%)
      - Auditel S.r.l. (26,67%)
      - Elettronica Industriale S.p.A. (100%)
      - RadioMediaset S.p.A. (100%)
        - Radio Studio 105 S.p.A. (100%)
        - RMC Italia S.p.A. (100%)
        - Virgin Radio Italy S.p.A. (99,99%)
        - Radio Subasio S.r.l. (100%)
        - Radio Aut S.r.l. (100%)

      - Medusa Film S.p.A. (100%)
      - Taodue S.r.l. (100%)
        - Medset Film S.a.s. (100%)

      - Boing S.p.A. (51%)
      - Fascino Produzioni Gestione Teatro S.r.l. (50%)
      - Monradio S.r.l. (Radio R101) (100%)
      - Titanus Elios S.p.A. (30%)
      - Tivù S.r.l. (48,16%)
      - Studio Woow S.r.l. (49%)
      - Superguida TV S.r.l. (49%)

    - Publitalia '80 S.p.A. (100%)
      - Digitalia '08 S.r.l. (100%)
      - Publieurope Ltd (100%)
        - Dr Podcast Audio Factory Limited (30%)

      - Beintoo S.p.A. (80%)
      - Mediamond S.p.A. (50%)
      - Adtech Ventures S.p.A. (50%)
        - European Broadcaster Exchange Limited (25%)

  - Grupo Audiovisual Mediaset España Comunicación, S.A.U. (100%):
    - Publiespaña S.A.U. (100%)
      - Publimedia Gestión S.A.U. (100%)
      - NETSONIC S.L. (100%)
      - ANINPRO CREATIVE S.L. (51%)
        - BE A TIGER S.L.U. (100%)
        - BE A IGUANA S.L.U. (100%)
        - ENGAGE 2021 S.L.U. (100%)
        - SOCIAL HALO 2021 S.L.U. (100%)
        - SOCIAL 15D 2021 S.L.U. (100%)

      - Adtech Ventures S.p.A. (50%)
        - European Broadcaster Exchange Limited (25%)

    - CONNECTA 5 TELECINCO S.A.U. (100%)
    - Mediacinco Cartera S.L. (100%)
    - Grupo Editorial Tele 5 S.A.U. (100%)
    - Advertisement 4 Adventures S.L.U. (100%)
    - Producción Y Distribución de Contenidos Audiovisuales Mediterráneo S.L.U. (100%)
      - Telecinco Cinema S.A.U. (100%)
        - Furia de Titanes II A.I.E. (34%)

      - MegaMedia Television S.L. (100%)
      - Supersport Television S.L. (62,5%)
      - EI Desmarque Portal Deportivo S.L. (80%)
      - Unicorn Content S.L. (30%)
      - Alma Productora Audiovisual S.L. (30%)
      - Bulldog TV Spain S.L. (30%)
      - La Fabrica De La Tele S.L. (30%)
      - Producciones Mandarina S.L. (30%)
      - Alea Media S.A. (40%)
      - Fenix Media Audiovisual S.L.

  - ProSiebenSat.1 MEDIA SE (28,87%)
  - EI Towers S.p.A. (40%)
  - Nessma S.A. (34,12%)
  - Nessma Broadcast S.A. (32,27%)

## Composizione societaria

### Dati societari
- Ragione sociale: MFE - MediaForEurope N.V. (naamloze vennootschap)
- Sede legale: Amsterdam, Paesi Bassi
- Sede fiscale e amministrativa: Viale Europa 46, 20093 Cologno Monzese (MI), Italia
- Capitale sociale: €161.649.463,14 (suddiviso in complessive 567.948.111 azioni)[39]

### Organi sociali

#### Consiglio di amministrazione:[40]
- Fedele Confalonieri (Presidente)
- Pier Silvio Berlusconi (Vicepresidente e Amministratore delegato)
- Marina Berlusconi
- Marco Giordani (direttore finanziario)
- Stefania Bariatti
- Marina Brogi
- Raffaele Cappiello
- Giulio Gallazzi
- Costanza Esclapon de Villeneuve
- Gina Nieri
- Danilo Pellegrino
- Alessandra Piccinino
- Niccolò Querci
- Stefano Sala
- Carlo Secchi

#### Comitato Esecutivo
- Pier Silvio Berlusconi (Vicepresidente e Amministratore delegato)
- Marco Giordani (direttore finanziario)
- Gina Nieri
- Niccolò Querci
- Stefano Sala

### Azionariato

#### Capitale sociale
Al 22 novembre 2023, il capitale sociale di MFE - MediaForEurope N.V. è pari a €161.649.643 suddiviso in complessive 567 948 111 azioni, di cui:
- 331.702.599 Azioni Ordinarie A (valore nominale €0,06)
- 236.245.512 Azioni Ordinarie B (valore nominale €0,60)

Le due categorie di azioni hanno pari diritto al dividendo. Le azioni di classe A dispongono di 1 voto ciascuna in assemblea, mentre le azioni di classe B dispongono di 10 voti ciascuna.
| Azionista               | % Diritti di Voto | % Diritti Economici | % Capitale Sociale |
| ----------------------- | ----------------- | ------------------- | ------------------ |
| Fininvest S.p.A.        | 50,00%            | 41,49%              | 48,57%             |
| Simon Fiduciaria S.p.A. | 19,05%            | 15,96%              | 18,50%             |
| Vivendi S.A.            | 4,58%             | 3,84%               | 4,45%              |
| Mercato                 | 25,61%            | 26,37%              | 37,36%             |
| Azioni Proprie          | -                 | -                   | 1,36%              |
| Totale                  | 100%              | 100%                | 100%               |

Dati aggiornati al 22 novembre 2023.

## Controversie
Mediaset (e prima della sua costituzione Fininvest) è da diversi anni al centro di diverse critiche, nonché iter politico-giudiziari per lo più strettamente intrecciati tra la storia politica italiana e la magistratura, riguardanti talvolta il fondatore Silvio Berlusconi che dal 1994 non rientra più ufficialmente nei quadri societari. Principalmente tali critiche riguardano le presunte violazioni di alcune leggi, le quote di ricavi da concessioni pubblicitarie, l'informazione giornalistica, la qualità dei programmi trasmessi, i diritti televisivi, la gestione dei rapporti con la concorrenza (televisiva e mediatica in generale) e le censure degli anime.

### Concessioni televisive

#### Canale 5 e Italia 1
Le prime due reti ricevono regolare e definitiva concessione a livello nazionale alla fine degli anni novanta, a distanza di nove anni dalla legge Mammì, prima legge italiana organica di sistema per la disciplina del settore radiotelevisivo pubblico e privato; questa legge segue a un periodo, dal 1984 al 1989, nel quale l'assenza di precise regolamentazioni e di leggi (vacatio legis) per un settore in fase di radicale cambiamento, aveva portato a una serie di provvedimenti transitori nel corso delle varie legislature: nel 1984 era stato varato il primo cosiddetto decreto Berlusconi, convertito poi in legge nel 1985, finalizzato ad autorizzare la diffusione simultanea delle trasmissioni di Canale 5, Italia 1, Rete 4 e di altre emittenti private, già presenti a centinaia in Italia, in attesa di una nuova legge per la regolamentazione radiotelevisiva. La legge non prevedeva - ma nemmeno escludeva - la possibilità per i privati di interconnettere i propri ripetitori situati in regioni diverse in modo da poter trasmettere lo stesso programma in tutto il territorio nazionale. La sentenza n. 202 del 1976 della Corte costituzionale aveva messo fine al monopolio televisivo pubblico permettendo la trasmissione via etere ma senza che nulla fosse poi stabilito dal Parlamento in ambito nazionale. La creazione di un gruppo di canali televisivi nazionali si era rivelata di fatto in contrasto con la legge in vigore e con le sentenze della Corte che già dal 1960 (n. 59/1960), aveva mostrato il suo orientamento in materia. Un tema ripreso anche dai più seguenti pronunciamenti del 1981 e del 1984, in cui veniva riaffermata la mancanza di costituzionalità nell'ipotesi di permettere a un soggetto privato il controllo di una televisione nazionale, considerando questa possibilità, visti gli spazi limitati delle frequenze via etere a disposizione, come una lesione al diritto di libertà di manifestazione del proprio pensiero, garantito dall'articolo 21 della Costituzione. Difatti, dopo le denunce della Rai e dell'associazione delle emittenti locali ANTI avvenute nel 1982, le reti Fininvest erano state oscurate contemporaneamente il 16 ottobre 1984 per quattro giorni in tre regioni d'Italia, a seguito della disposizione dei pretori di Torino, Roma e Pescara, secondo i quali il sistema di interconnessione simultanea regionale a mezzo di videocassette violava sia l'art. 195 del codice postale che il monopolio sulla trasmissione nazionale da parte della televisione pubblica. La diffusione dei programmi, tuttavia, avveniva con l'escamotage di una minima differita tra ogni regione comprovando che ciascuna emittente locale trasmetteva autonomamente secondo le norme allora vigenti.

#### Rete 4
La posizione di Rete 4 era differente per via di una serie di vicende politico-giudiziarie, nota nel suo insieme come Lodo Rete 4. Poco tempo dopo l'acquisizione da parte di Fininvest nel 1984, nel timore che la legislazione italiana avrebbe presto o tardi impedito ad un imprenditore di possedere più di due canali televisivi, si cominciò a pensare a delle possibili soluzioni. Inizialmente si valutò un'ipotetica "fusione" tra Rete 4 e Italia 1, poi si considerò la cessione di Rete 4 a Calisto Tanzi, imprenditore già operante nel settore con Euro TV. La trattativa con Tanzi venne considerata anche sotto un aspetto politico, che vedeva le reti Fininvest politicamente vicine al Partito Socialista Italiano (il cui segretario era Bettino Craxi, amico personale di Berlusconi) ed Euro TV politicamente vicina alla Democrazia Cristiana (il cui segretario era Ciriaco De Mita, amico personale di Tanzi). Secondo questo presunto quadro, la cessione di Rete 4 a Tanzi avrebbe seguito una logica di lottizzazione dei principali canali nazionali privati tra i due partiti di governo. L'operazione sfumò a causa della non chiara situazione debitoria della Fincom, l'azienda di Tanzi controllante Euro TV.
Nel 1988 la Corte costituzionale giudicò anticostituzionale la concessione di tre reti analogiche nazionali a un unico soggetto privato, in quanto in violazione dell'articolo 21 della Costituzione Italiana. Al contrario di quanto espresso dalla Corte, nel 1990 la rete ottenne ugualmente la concessione a trasmettere sul territorio nazionale grazie alla legge Mammì. Nel 1994, con una nuova sentenza, la Corte sancì l'incostituzionalità del comma 4 dell'articolo 15 della legge Mammì e così, nel 1995, pochi mesi dopo l'ingresso in politica di Silvio Berlusconi, viene promosso un referendum abrogativo delle norme che permettono la proprietà di tre reti televisive a un unico soggetto privato. Nel 1997 venne approvata la Legge Maccanico che vietò a uno stesso soggetto di essere titolare di concessioni o autorizzazioni che permettevano di irradiare più del 20% delle reti televisive analogiche in ambito nazionale - quindi interessava Mediaset - e stabilì inoltre che le reti in più rispetto al consentito - quindi Rete 4 - avrebbero potuto continuare a trasmettere anche dopo il nuovo limite fissato per il 1998, a patto che fossero affiancate alle trasmissioni analogiche quelle con segnale digitale (intese allora come cavo e satellite, ancora poco diffuse), per poi permettere un passaggio più graduale e definitivo verso queste ultime. Ciò sarebbe dovuto accadere quando l'Autorità per le garanzie nelle comunicazioni avrebbe accertato che in Italia la diffusione di antenne paraboliche per la ricezione del segnale satellitare era congrua; termine, quest'ultimo, che non esprimendo una quantità certa, venne lasciato alla discrezione della stessa Autorità e non venne mai più definito.

### Caso Europa 7
Nel 1999, l'imprenditore Francesco Di Stefano, già operante nel settore con la syndication Italia 7, decise di creare una televisione nazionale partecipando alla gara pubblica per l'assegnazione delle frequenze televisive nazionali, prevista dalla Legge Maccanico del 1997. La società vinse la gara ottenendo la concessione ma non le frequenze necessarie a trasmettere su scala nazionale la nuova rete, Europa 7, la quale, pur avendo vinto la concessione per le frequenze nazionali dallo stato italiano, non le ha mai potute utilizzare per la mancata assegnazione delle stesse e, dopo un contenzioso durato dieci anni, nel 2012 l'Italia fu condannata a pagare 10 milioni di euro di risarcimento alla società.
Europa 7, per poter avere le frequenze di cui aveva diritto per poter iniziare le trasmissioni, avrebbe dovuto attendere l'emissione del piano di assegnazione delle stesse, ma questo non venne emanato per la persistente inadempienza ministeriale nella redazione dello stesso, unita alla proroga fino al 31 dicembre 2003 per le trasmissioni delle emittenti non vincitrici voluta dal Ministero delle comunicazioni con autorizzazione ministeriale del 1999 che, contravvenendo al risultato della gara pubblica, permise la prosecuzione delle trasmissioni analogiche da parte delle "reti eccedenti" (Rete 4 e TELE+ Nero). Il Piano nazionale di assegnazione delle frequenze, di competenza dell'AGCOM, di fatto, non verrà mai attuato; inoltre a causa dei vincoli antitrust imposti dalla legge Maccanico, Rete 4 avrebbe dovuto essere trasferita sul digitale entro un termine stabilito dall'Autorità ma tale termine non sarà mai indicato.
Nel 2002 una nuova sentenza della Consulta confermò la violazione della legge in atto fissando il termine ultimo della diffusione del segnale al termine del 2003, ma a dicembre di quell'anno il governo guidato dallo stesso Silvio Berlusconi approvò un nuovo decreto legge per consentirne di prorogare la diffusione analogica per Rete 4; contemporaneamente le reti iniziarono a trasmettere anche in digitale terrestre, una nuova tecnologia di trasmissione che nel corso degli anni successivi avrebbe sostituito progressivamente il sistema analogico. Con la definizione della Legge Gasparri nel 2004 per il riordino del sistema radiotelevisivo, venne definitivamente svincolata la diffusione di Rete 4 in via analogica terrestre, in trasmissione simultanea digitale terrestre, fino al passaggio definitivo in sola tecnica digitale (switch-off), fissato dal precedente governo entro la fine del 2006 (poi prorogato al 2012, seguendo la direttiva dell'UE), seppure in contrasto con la sentenza della Corte costituzionale.
La legge Gasparri venne tuttavia contestata nel luglio 2007 dall'Unione europea avviando una procedura d'infrazione e sollecitando il governo italiano a modificarla in più punti; difatti secondo la Corte di giustizia dell'Unione europea, il regime italiano di assegnazione delle frequenze per le attività di trasmissione radiotelevisiva viene decretato contrario al diritto comunitario. Allo stesso tempo, rispettando il programma ministeriale di switch-over su base regionale, iniziò il passaggio a diffusione interamente digitale di Rete 4 conclusosi nel 2012. Il Consiglio di Stato, nel 2008, confermò come lecita la momentanea attività di diffusione televisiva dell'emittente in ambito analogico ma, allo stesso tempo, richiamò esplicitamente il ministero a rideterminarsi motivatamente sull'istanza di Europa 7 intesa all'attribuzione delle frequenze, sulla base della sentenza europea. Alla fine del 2008, il ministero attribuì definitivamente le frequenze a Europa 7 e agli inizi dell'anno successivo il Consiglio di Stato accordò un risarcimento economico all'emittente. A seguito della delibera dell'AGCOM sulle nuove frequenze digitali disponibili, la procedura d'infrazione aperta dall'Unione europea contro la legge Gasparri viene quindi sospesa nel 2009 e infine archiviata nel 2020.

### Accuse di faziosità e disinformazione
Diverse trasmissioni e diversi organi d'informazione del gruppo Mediaset hanno ricevuto e ricevono accuse di faziosità e di disinformazione, a causa della loro linea editoriale che sembra volta a favorire solo le posizioni degli esponenti dei partiti del centro-destra. Tali trasmissioni (come Dritto e rovescio, Fuori dal coro, Quarta Repubblica, ma anche il TG4 e la rubrica Diario del giorno) sono state inoltre accusate di dare spazio a posizioni riconducibili al negazionismo scientifico e alla negazione del riscaldamento globale senza contraddittorio.
Queste accuse sono state rivolte anche in passato, in più occasioni, a trasmissioni come Le Iene, Matrix, Quinta colonna e Dalla vostra parte, nonché ai notiziari Studio Aperto e TG4, i quali hanno anche talvolta ricevuto richiami da parte dell'AGCOM per un maggiore equilibrio d'informazione. Tali episodi, emersi in particolar modo dopo l'ingresso in politica di Silvio Berlusconi, si sono verificati anche precedentemente al suddetto ingresso, con atteggiamenti favorevoli verso il Partito Socialista Italiano e, più in particolare, Bettino Craxi, nonostante lo stesso Berlusconi avesse cercato di rassicurare affermando che tali episodi non sarebbero accaduti.
In più occasioni le emittenti del gruppo (in particolare Rete 4 e Italia 1) sono state multate per violazione della legge elettorale o della legge sulla par condicio.

### Pubblicità
Da diverse parti Mediaset è stata accusata di inserire nel palinsesto quantità eccessive e sempre crescenti di pubblicità, a volte ricorrendo ad artifizi. Un esempio è il fatto che TGcom è considerato da Mediaset un programma autonomo simile ad un telegiornale piuttosto che una pubblicità inserita all'interno di altri programmi. Forte di questa interpretazione, Mediaset ha più volte aggirato la normativa vigente e interrotto una trasmissione per trasmettere pubblicità seguita dal TGcom e poi da un ulteriore stacco pubblicitario anziché con la ripresa del programma. L'autorità garante delle comunicazioni ha già condannato più volte questo atteggiamento.
Nel 2003 un telespettatore fece causa a Mediaset a causa del numero di spot giudicato intollerabile trasmessi durante le semifinali di Champions League. Il caso arrivò in Cassazione e la suprema corte si espresse a favore del telespettatore riconoscendogli il risarcimento simbolico chiesto di 100 euro (più il pagamento delle spese legali).
Nel novembre 2006 Mediaset fu multata di 650.000 euro per le ripetute violazioni delle norme riguardanti le interruzioni pubblicitarie durante la trasmissione dei film e per la violazione delle norme in materia di tutela dei minori.
All'inizio degli anni duemila, con il passaggio di responsabile da Alessandra Valeri Manera a Fabrizio Margaria scomparvero tutti i contenitori di cartoni animati, ideati da Alessandra Valeri Manera con grande disappunto degli affezionati, per fare spazio a: Friends for Fun (dal 2006 al 2012 Il giardino dei girasoli) un programma di circa 90 secondi (secondo alcuni uno spot mascherato) che reclamizzava prodotti per bambini e ragazzi.
A partire dal giugno 2003 fu ridotta la durata delle videosigle di apertura dei cartoni animati, e di conseguenza, la canzone in essa associata, da circa due minuti ad un minuto, per consentire spazio maggiore alla pubblicità, artifizio che però stava cadendo in disuso anche a causa della nascita di canali tematici gratuiti come Boing. Diverse volte andarono anche in onda videosigle dalla durata di soli 10 secondi, giusto il tempo di mostrare il titolo del cartone. Da notare che Luca Tiraboschi, quando era, già dal maggio 2002, direttore di Italia 1, inizialmente voleva sopprimere le sigle lasciando un cartello con il titolo del cartone e dell'episodio, ma siccome l'idea non era condivisa da tutti (anche perché l'etichetta discografica del gruppo, la RTI Music, non avrebbe più commercializzato i dischi con le versioni complete), si è giunti al compromesso delle sigle più brevi. Più vecchia ancora risale la sfumatura delle sigle di coda dopo qualche secondo, attuata già dal 1996 al 1999 all'interno di Game Boat su Rete 4, impedendo totalmente o parzialmente la lettura completa dei titoli di coda (in alcune serie i titoli di coda non iniziavano a scorrere immediatamente, ma dopo alcuni secondi dall'inizio della videosigla).

### Censura
Un'altra critica mossa nei confronti di Mediaset riguarda la politica relativa ai prodotti di animazione, soprattutto l'animazione giapponese. Molto spesso Mediaset è stata accusata di aver censurato i contenuti, i dialoghi e le immagini di alcune serie stravolgendone il significato, perché ritenute inadatte. Serie come Marmalade Boy - Piccoli problemi di cuore, Temi d'amore fra i banchi di scuola, È quasi magia Johnny, Dragon Ball e Sailor Moon sono spesso portate ad esempio. Va segnalato che in alcuni casi Mediaset ha dichiarato di aver ceduto alle pressioni del Moige. Gli accusatori sostengono invece che la mancanza di motivazione di alcuni tagli porta a pensare che Mediaset abbia collaborato volontariamente con il Moige o cercato di adattare le opere ad un target diverso dall'originale, per poter migliorare l'audience; in rare occasioni, del resto, Mediaset scelse di non applicare alcuna censura, preferendo la trasmissione della serie in seconda serata.
In altre occasioni Mediaset è stata accusata di aver stravolto il significato di una serie per scopi commerciali. Un esempio in questo caso è la serie Mila e Shiro due cuori nella pallavolo, in cui la protagonista è stata fatta diventare cugina della protagonista di Mimì e la nazionale di pallavolo, creando una connessione in realtà inesistente tra le due opere (poi portata nelle versioni francese e spagnola) e giustificata dal tentativo di trasferire il successo della serie di Mimì su quella di Mila, che comunque divenne popolare in Italia. Lo stesso discorso è valido per le due serie Holly e Benji, due fuoriclasse e Palla al centro per Rudy.

### Diritti d'autore
Nel 2008 Mediaset ha fatto causa a YouTube per violazione dei diritti d'autore richiedendo 500 milioni di euro di risarcimento. Secondo Mediaset, alla luce dei contatti rilevati e vista la quantità dei documenti presenti illecitamente sul sito, è possibile stabilire che le tre reti televisive italiane del Gruppo abbiano perduto 315.672 giornate di visione da parte dei telespettatori, con relative perdite subite per la mancata vendita di spazi pubblicitari sui programmi illecitamente diffusi in rete. Alcuni hanno visto in questo atteggiamento una volontà di censura, ma Mediaset si è difesa affermando di aver cercato più volte un dialogo con YouTube e con il suo proprietario Google senza mai ottenere risposta, vedendosi costretta a ricorrere alle vie legali.
In Spagna è successa quasi la stessa cosa: Telecinco ha vinto una causa contro il portale ottenendo la rimozione dei video non autorizzati ma non il risarcimento economico.

### Ilcaso Englaro
Il 9 febbraio 2009, giorno della morte di Eluana Englaro, la rete ammiraglia Canale 5 ha mantenuto la programmazione invariata con la messa in onda del Grande Fratello 9 (a differenza della Rai in cui fu solo Rai 2 a mantenere invariata la programmazione trasmettendo X Factor), nonostante le richieste di Enrico Mentana per Matrix e del TG5 di trasmettere uno speciale sul caso. La rete del gruppo preposta a tale approfondimento giornalistico, in prima serata, è stata Rete 4 (terza rete del gruppo) con uno speciale condotto dal direttore della testata Emilio Fede. La sera stessa Mentana, attraverso un comunicato stampa, ha annunciato per protesta le sue dimissioni dalla carica di direttore editoriale di Mediaset, accusando il suo editore di pensare solo e unicamente all'auditel e di ignorare l'aspetto fondamentale della televisione come mezzo di informazione. Mediaset accettò immediatamente le dimissioni del giornalista affermando, attraverso un comunicato stampa, il proprio ruolo di televisione commerciale con un sistema a tre reti. Due giorni dopo, Mentana, tramite una lettera pubblicata dal quotidiano Libero, illustrò a pieno la vicenda, ribadendo le accuse.

### Rapporti con i dipendenti
Mediaset è criticata dagli addetti ai lavori poiché si sono verificati casi in cui è mancata la comunicazione diretta agli attori e ai membri della troupe della decisione (o anche solo della possibilità) di sospendere la serie. Nel caso del già citato Crimini bianchi molti membri dei cast si sono lamentati di aver saputo della perdita del lavoro solo all'annuncio stampa.
Ad inizio del 2009 ha molto risalto sui media il caso di Mike Bongiorno, volto storico del network fin dalla sua nascita. Infatti il contratto di Bongiorno scadeva alla fine del 2008 e lo stesso conduttore aspettava un rinnovo che in 30 anni era sempre arrivato puntuale e in automatico. Alla fine del 2008 tuttavia Mike non ricevette il rinnovo e le sue telefonate ai più alti dirigenti per avere chiarimenti furono ignorate fino a quando un impiegato dell'azienda gli comunicò per telefono che Mediaset già da tempo aveva deciso di non rinnovare il contratto. Durante la trasmissione di Rai 3 Che tempo che fa di Fabio Fazio, Bongiorno si è detto duramente amareggiato per il modo in cui è stato trattato e del fatto che nessuno per mesi (neanche il suo grande amico Silvio Berlusconi) avesse risposto alle sue telefonate.
Sempre nel 2009 dopo il caso Mentana, che è stato allontanato da Matrix dopo le sue dimissioni, l'azienda, dopo la sentenza di reintegro di Enrico Mentana, si è rifiutata di applicare la sentenza fino a un accordo di separazione consensuale tra Enrico Mentana e Mediaset.
Come risulta dai dati del sito Mediaset, l'azienda negli ultimi anni ha proceduto ad una serie di licenziamenti del personale che hanno ridotto il numero dei dipendenti a poco più di 4000 unità (4.124) a tempo indeterminato, tre quarti dei quali (il 74%) a Milano, contro i 6.113 che, in base ai dati pubblicati a suo tempo da Mediaset, contava nel 2012. Oltre ad aver licenziato 2000 dipendenti, la crisi in cui versa l'azienda l'ha anche spinta a chiudere diverse sedi romane tra le quali, nel 2014, quella di Via Aurelia Antica 422, aperta nel 1990 e che contava oltre 300 dipendenti.

### TV spazzatura in Italia e Spagna
La principale critica alla TV spagnola Telecinco, rivolta fin dalla nascita e mai sopita, è stata quella di proporre la telebasura, cioè una programmazione di qualità scadente e di carattere popolare atta principalmente a conseguire grandi ascolti.
Anche in Italia trasmissioni come Uomini e donne, Domenica Live, Live - Non è la D'Urso e Pomeriggio Cinque, reality show come Grande Fratello, L'isola dei famosi e Temptation Island, più alcuni talk show come Dalla vostra parte, Dritto e rovescio e Fuori dal coro, tutti proposti dalle emittenti del gruppo, sono state più volte indicate dagli opinionisti come televisione spazzatura ed attaccate anche dalle associazioni di psicologi perché propongono al pubblico (talvolta giovanile) esempi distorti e disapprovabili della vita. Criticata è anche la costante presenza nei programmi di ballerine poco vestite e di personaggi privi di qualifica scelti solo a causa del loro gradevole aspetto fisico. Mediaset si è più volte difesa affermando che il fatto stesso che i programmi facciano grandi ascolti significa che il pubblico apprezza, ma altri obiettano che questo successo è dovuto principalmente al grande battage pubblicitario che le emittenti fanno ai propri programmi.